# Baron Northbourne

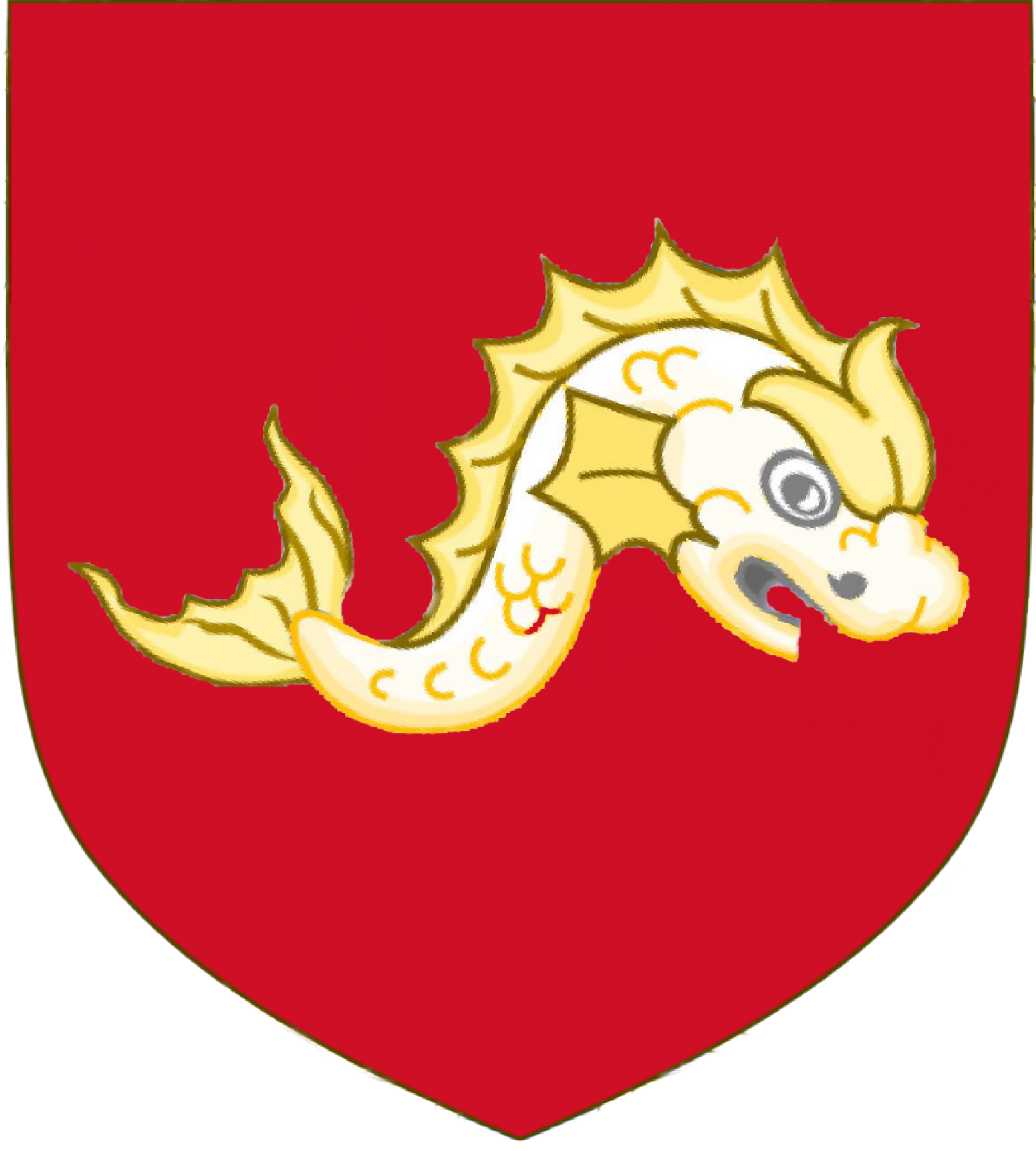
Wappen der Barone Northbourne

Baron Northbourne, of Betteshanger in the County of Kent and of Jarrow Grange in the County Palatine of Durham, ist ein erblicher britischer Adelstitel in der Peerage of the United Kingdom.

## Verleihung
Der Titel wurde am 5. November 1884 dem ehemaligen konservativen Unterhausabgeordneten Sir Walter James, 2. Baronet verliehen.
Er hatte bereits 1829 von seinem Vater Sir Walter James, 1. Baronet (1759–1829) den fortan nachgeordneten Titel Baronet, of Langley Hall and Denford Court in the County of Berks, geerbt, der diesem am 28. Juli 1791 in der Baronetage of the United Kingdom verliehen worden war.
Heutiger Titelinhaber ist seit 2019 sein Ur-ur-urenkel Charles James als 6. Baron.

## Liste der Barone Northbourne (1884)
- Walter James, 1. Baron Northbourne (1816–1893)
- Walter James, 2. Baron Northbourne (1846–1923)
- Walter James, 3. Baron Northbourne (1869–1932)
- Walter James, 4. Baron Northbourne (1896–1982)
- Christopher James, 5. Baron Northbourne (1926–2019)
- Charles James, 6. Baron Northbourne (* 1960)

Titelerbe (Heir apparent) ist der älteste Sohn des aktuellen Titelinhabers, Hon. Henry James (* 1988).